# Фиалка сомнительная
Фиа́лка сомни́тельная (лат. Vīola ambīgua) — вид двудольных растений рода Фиалка (Viola) семейства Фиалковые (Violaceae). Впервые описан австрийскими ботаниками Францем Адамом фон Вальдштейном и Паулем Китайбелем в 1804 году.

## Распространение и среда обитания
Родина — Юго-Восточная Европа и Черноморское побережье. Встречается также на юге Центральной Европы (с изолированными субпопуляциями в Богемии) и до Кавказа. Отмечен на западе Казахстана. В России встречается в Чечне, Ингушетии, Дагестане, Кабардино-Балкарии, Карачаево-Черкесии, Краснодарском крае и Северной Осетии.
Произрастает по берегам рек и ручьёв, на каменистых участках, лугах и в степях. Светолюбивое растение.

## Ботаническое описание
Многолетнее розеточное травянистое растение.
Листья простые, треугольной или яйцевидной формы с городчатым либо зубчатым краем, опушённые, при основании усечённые, с окрылённым черешками, покрытыми короткими волосками.
Цветки душистые, пятилепестковые, размером 1—2 см белого и лилового цвета с оттенками.
Плод — коробочка зелёного цвета.
Число хромосом 2n=40.

## Значение
Выращивается как декоративное растение.

## Замечания по охране
Растение внесено в Красные книги Пермского края и Саратовской области России и Закарпатской области Украины. На территории Западно-Казахстанской области (Казахстан) считается редким видом.